# ذمجنان (الصومعة)
حارة ذمجنان هي إحدى حارات مدينة الصومعة أحد مدن محافظة البيضاء، بلغ تعداد سكانها 78 نسمة حسب تعداد اليمن لعام 2004.